# Adventdalen

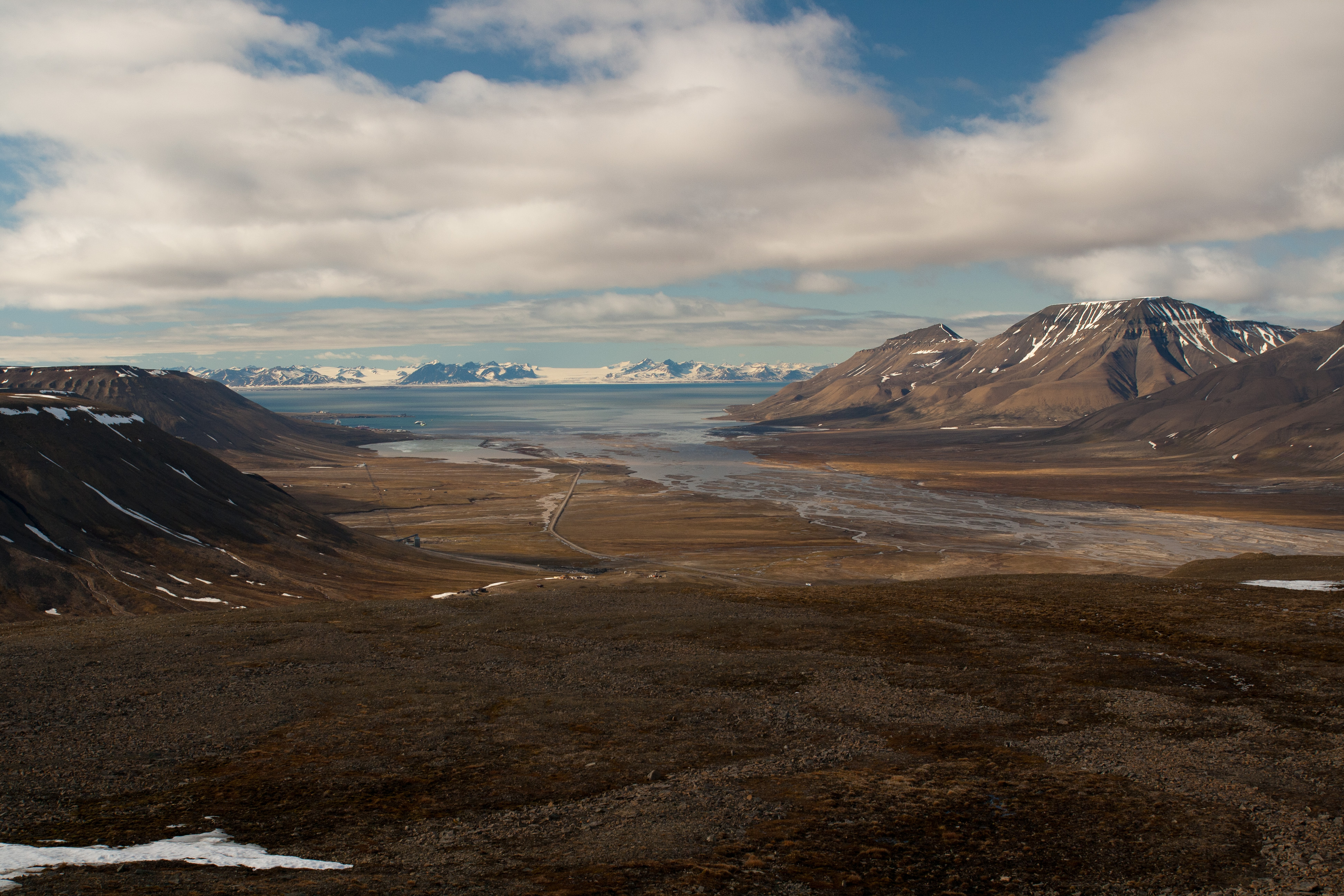
Adventdalen vom EISCAT Radar aus gesehen

Polarnacht: Mittags steht der Mond über den Tafelbergen am Rand des Adventdalen

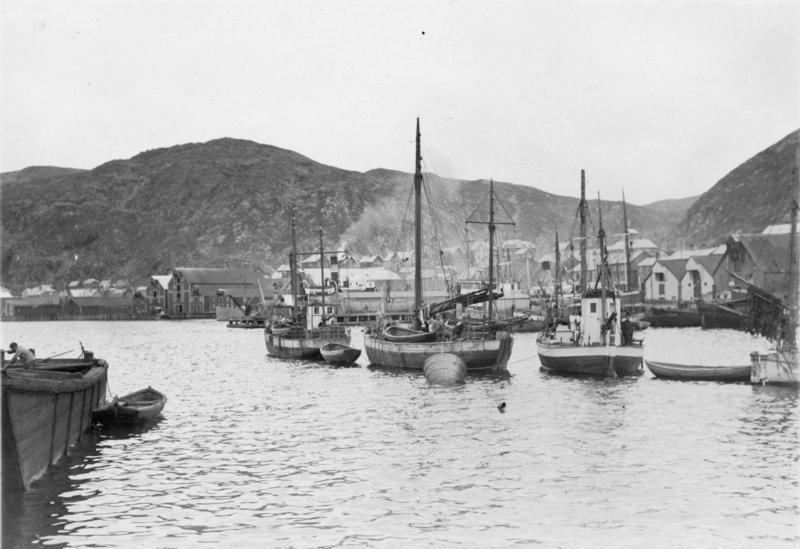
Polarfahrt mit dem Dampfer München, Hafen von Advent-Bay 17. Juli – 12. August 1925, im Hintergrund Longyearbyen

Das Adventdalen ist ein etwa 30 km langes U-Tal auf der Insel Spitzbergen in Svalbard. Es mündet beim Adventfjord in den Isfjord. An der Mündung befindet sich die Ortschaft Longyearbyen, der Hauptort der Inselgruppe. Das Tal verläuft von der Mündung her zunächst süd-, dann ostwärts.
Das Tal hat mehrere Seitentäler, im Uhrzeigersinn von Norden her: Mälardalen, Helvetiadalen, Eskerdalen, im Süden Janssondalen, Foxdalen, Bolterdalen, Todalen und das Endalen, 4 km vor Longyearbyen. Die Adventelva durchfließt das Tal.
Zwei der sieben Kohleminen Longyearbyens befinden sich entlang des Tals, Mine 6 und Mine 7 (plus Grube 3 ganz an der Mündung zum Eisfjord). Die Universitäten von Tromsø und Alaska betreiben ein Polarlichtobservatiorium im Adventdalen, sowie das SOUSY-Wetterradar, das ursprünglich am Max-Planck-Instituts für Aeronomie MPAE (heute Sonnensystemforschung, MPS) entwickelt wurde.

## Geschichte und Name
Das Tal hat seinen Namen vom Fjord, dessen Nennung deutlich älter ist. Der Name hat nichts mit dem Advent zu tun, sondern ist eine Verunstaltung des englischen Adventure Bay, wohl von einem englischen Walfänger mit Namen Adventure (dt.: Abenteuer), der im Jahr 1656 hier stationiert war. Ursprünglich hieß der Fjord Billefjord, diesen Namen (nach dem dänischen Walfänger Cornelius Claeszoon Bille) trägt heute jedoch ein Fjord auf der Nordseite des Isfjord. Ältere Namen sind daher Claas Billen Baaij, Klaas Billen Bay, Klaas bille Baay, Be de Nicolas Bille oder Klaasbillen Baai. Der Name Advent Bay taucht das erste Mal 1865 bei Dunér und Nordenskiöld auf. Conway (1906) nennt den Golf Adventure Bay und gibt Hinweise auf die Herkunft.
Auf der Ostseite des Fjordes befand sich Advent City, eine Minenarbeitersiedlung, die von 1904 bis 1917 bewohnt war. Die Häuser wurden später nach Hiorthamn (etwa 2,5 km südöstlich) verlegt, deshalb sind hier nur noch Fundamente übrig.